# Kelme
Kelme (зарегистрирована под названием New Millenium Sports, S.L.) — испанский производитель спортивной обуви, в основном для бега и футбола. Выпускается также обувь и для других видов спорта. С некоторых пор в ассортименте продукции появилась также и спортивная одежда с аксессуарами. Помимо этого компания занимается спонсорской деятельностью спортивных команд, школ и всевозможных мероприятий.

## История
Компания основана в 1977 году братьями Диего и Хосе Килес. История компании не содержит каких-либо захватывающих дух событий. Просто упорный труд и стремление создавать качественную продукцию. Немалую роль сыграл и национальный дух — естественно, что испанцы предпочитали приобретать продукцию отечественного производителя. А успехи в спортивных состязаниях оказались лучшей рекламой.
Однако в 2002 году Kelme едва удалось избежать банкротства. Ситуацию спасло руководство автономного сообщества Валенсия, предоставившее кредит в 9 миллионов евро. С тех пор компания тесно связана с этим учреждением.

## Штаб-квартира
Компания находится в городе Эльче из провинции Аликанте, входящей в автономное сообщество Валенсия (всего в него входит три провинции). Продукция компании известна и уважаема во многих странах мира. Пользуется она популярностью и в России.

## Спонсорство
Команды и спортсмены, спонсируемые Kelme во всем мире:

### Футбол

#### Национальные сборные
- Кувейт (1998—2002)
- Кения (2012—2014)
- ОАЭ (1998—2000)
- Суринам

#### Футбольные клубы
- Бурятия
- Верес
- Днепр (Могилёв)
- Енисей
- Зенит
- Минай
- Насаф
- Сибирь
- Сморгонь
- Уотфорд
- Урал
- Факел
- Черноморец (Одесса)
- Шахтёр (Караганда)
- Эспаньол
- Крылья Советов
- Реал Мадрид